# Drepanogynis cervina
Drepanogynis cervina är en fjärilsart som beskrevs av W. Warren 1894. Drepanogynis cervina ingår i släktet Drepanogynis och familjen mätare. Inga underarter finns listade i Catalogue of Life.